# The Green Inferno
The Green Inferno (El Infierno Verde en España, Caníbales en Hispanoamérica) es una película gore estadounidense de 2015 con temática canibalista, escrita y dirigida por Eli Roth. Está inspirada en la obra del director italiano Ruggero Deodato, Holocausto caníbal, que originalmente planeaba lanzarla como Green Inferno, de donde proviene el título de la película.
Su estreno estaba previsto para el 5 de septiembre de 2014 en Estados Unidos. La distribución de la misma estuvo a cargo de Open Road Films. Luego el portal Deadline informó que la película sería estrenada el 25 de septiembre de 2015 por Blumhouse Productions, Universal Studios y High Top Releasing.

## Sinopsis

### Trama corta
Un grupo de activistas medioambientales viajan de Nueva York a las selvas de Perú, donde toman contacto con una tribu de caníbales. Allí lucharán por su propia supervivencia.

### Argumento
Justine (Lorenza Izzo), una estudiante universitaria, se interesa en un grupo de activismo social liderado por Alejandro (Ariel Levy) y su novia, Kara (Ignacia Allamand). El grupo planea una expedición a la selva amazónica para detener los planes de una compañía petroquímica de derribar parte de la selva y desplazar a las tribus nativas. La idea es filmar sus actividades y subir el contenido del mismo, para generar conciencia. Justine sugiere que puede ayudar a recibir atención a través de su padre, un abogado de Naciones Unidas.
La operación es financiada por Carlos (Matías Lopez), un traficante de drogas a quien conocen en Perú. El grupo llega en bote al sitio de la construcción y comienzan su protesta, encadenándose a las máquinas excavadoras mientras filman. Una milicia privada contratada por la compañía llega y un oficial casi asesina a Justine, cuando la protesta se vuelve viral. El grupo es arrestado, pero Carlos soborna a la policía y son liberados. Luego toman un avión, pero el motor del mismo explota poco después y se estrellan en la selva. Varios mueren en el accidente, incluyendo a Carlos.
Mientras los sobrevivientes buscan el teléfono GPS, Kara oye un ruido cercano. Cuando va a investigar, una tribu nativa emerge y la mata con una flecha antes de tranquilizar al resto y llevarlos como prisioneros a su lugar de residencia. El anciano y Cazador de Cabezas Líder mata a Jonah (Aaron Burns) y le da de comer sus restos a la tribu. Alejandro confiesa que la protesta fue, en realidad, una puesta en escena, con el objetivo de beneficiar a una compañía petroquímica rival, lo cual le permitiría poder enfocarse en otros proyectos de activismo. Su confesión desilusiona al resto del grupo. 
La tribu se lleva a Justine, Amy (Kirby Bliss Blanton) y Samantha (Magda Apanowicz) para verificar su virginidad. Al comprobar que Justine es virgen, se la llevan para realizarle una ceremonia de mutilación genital, y Amy y Samantha son regresadas a la celda. Alejandro dice que deben esperar la llegada del equipo de limpieza de la otra compañía pero el resto, de todas formas, intenta escapar. En medio de una fuerte lluvia, distraen al guardia de la cárcel mientras Samantha escapa y se esconde en una canoa. Justine es regresada a la celda, pero no parece recordar nada de lo que ocurrió en la ceremonia.
La tribu le da de comer a los prisioneros una carne extraña. Siendo vegana, Amy se niega inicialmente a comer, aunque finalmente accede. Ella descubre en su cuenco un pedazo de piel con el diseño de uno de los tatuajes de Samantha. Al enterarse de que estaba comiendo los restos de Samantha, Amy rompe su cuenco y utiliza una parte puntiaguda para suicidarse. Lars (Daryl Sabara) decide aprovechar la oportunidad, y coloca marihuana por la garganta de Amy, con la esperanza de que los miembros de la tribu se intoxiquen al alimentarse. El plan tiene éxito y Justine y Daniel (Nicolás Martínez) logran escapar. Alejandro decide quedarse, tranquilizando a Lars. Cuando Lars vuelve en sí, los miembros intoxicados de la tribu se lo comen vivo.
Justine y Daniel logran llegar al sitio del accidente y encuentran el teléfono, pero enseguida son recapturados. La tribu pinta el cuerpo de Justine y le colocan ropas ceremoniales, mientras uno de los ancianos ata a Daniel a una estaca, rompe sus piernas y lo deja allí para ser comido por las hormigas. Cuando las noticias de un equipo limpiador llegan a tribu, los guerreros se alistan y van a confrontarlos, permitiéndole a Justine escapar con la ayuda de un niño de la tribu. Daniel le ruega a Justine que lo mate, y el niño lo hace cuando Justine no puede hacerlo. Alejandro le ruega a Justine que lo ayude, pero ella lo abandona y huye. En la selva encuentra a la milicia luchando contra la tribu. Durante el enfrentamiento, el Cazador de Cabezas y varios de los guerreros de la tribu son asesinados. Ella logra convencer a un oficial que ella es americana y usa el teléfono para simular filmar la lucha, para que esta finalice pacíficamente, tras lo cual se la llevan del lugar.
De regreso en Nueva York, Justine le miente a su padre (Richard Burgi) y a otros empleados del gobierno, diciendo que ella fue la única sobreviviente del accidente de aviación, que los nativos eran pacíficos y que la ayudaron antes de ser diezmados por la milicia de la empresa petroquímica.  Poco después, Justine observa a un grupo de activistas usando remeras que llevan el rostro de Alejandro.

## Reparto
- Lorenza Izzo como Justine.
- Ariel Levy como Alejandro.
- Aaron Burns como Jonah.
- Daryl Sabara como Lars.
- Kirby Bliss Blanton como Amy.
- Magda Apanowicz como Samantha.
- Nicolás Martínez como Daniel.
- Ignacia Allamand como Kara.
- Sky Ferreira como Kaycee.
- Richard Burgi como Charles, padre de Justine.
- Matías López como Carlos.
- Ramón Llao como franco cazacabezas.
- Antonieta Pari como anciana de la tribu.
- Eusebio Arenas como Scott.
- John Mark Allan como decano.
- Mary Dunworth como Brooke.
- Cody Pittman como Cody.
- Lauren Babrée como una activista.
- Carola Chacon como una activista.
- Eric Kleinsteuber como un activista.

## Producción

### Desarrollo
El 17 de mayo de 2012, durante el Festival de Cine de Cannes Eli Roth había anunciado que su próximo proyecto de dirección sería "The Green Inferno", así como también Worldview Entertainment hizo pública su participación para financiar y producir dicho proyecto. Además, Roth dijo que escribiría el guion junto con Guillermo Amoedo.
Se propuso comenzar la producción a mediados de 2012 en Perú y Chile. En octubre de ese año, durante una conferencia de prensa se anunció que comenzaría en noviembre en territorio peruano. Ya para el 25 de ese mismo mes, Roth había anunciado el reparto completo para que protagonizara la película, incluyendo a Lorenza Izzo, Ariel Levy, Aaron Burns, Daryl Sabara, Kirby Bliss Blanton, Magda Apanowicz y Sky Ferreira. La película fue dada a conocerse en el Festival de Sitges, donde tuvo una gran aceptación por parte de la audiencia.

### Filmación
La filmación dio inicio en octubre de 2012 en la ciudad de Nueva York, mientras la fotografía principal de la película se hizo el 5 de noviembre. La filmación fue el mismo año en Perú y Chile; en esta última se realizó en varios lugares específicos.

## Estreno
Se esperaba el estreno de la película el 5 de septiembre de 2014 en Estados Unidos a cargo de la distribuidora Open Road Films, pero no pudo ser estrenada en las carteleras. Un año antes, el 30 de julio de 2013, se anunció que el estreno sería durante el evento del Festival Internacional de Cine de Toronto. Finalmente fue estrenada el 25 de septiembre de 2015 en los cines de Estados Unidos a cargo de Blumhouse Productions, Universal Studios y High Top Releasing.

## Promoción
El 18 de abril de 2014 se publicó un primer avance como teaser seguido de su tráiler oficial, subido el 5 de junio del mismo año.

## Recepción
The Green Inferno recibió críticas mayoritariamente negativas, alcanzando un 37% de aprobación en la página web Rotten Tomatoes, basado en 51 reseñas, y un índice de audiencia promedio aproximado de 4.7/10.

## Secuela
El 7 de septiembre de 2013 se indicó que se estaría iniciando una secuela titulada Beyond the Green Inferno, con la dirección de Nicolás López, quien previamente había trabajado con el cineasta en su película de thriller Aftershock como coguionista y director de la misma.